# Noelia Bermúdez
María Noelia Bermúdez Valverde (Ciudad Quesada, San Carlos, 20 de septiembre de 1994) es una futbolista costarricense. Juega como portera y su equipo actual es Alajuelense FF de la Primera División Femenina de Costa Rica.

## Trayectoria
El 6 de julio de 2017 la portera costarricense ficha por el Valencia C. F. Femenino y se pone a las órdenes de Jesús Oliva, entrenador del equipo.
En principio del 2019 la Portera Costarricense vuelve a Costa Rica y es contratada por  Saprissa FF, posteriormente ficha de Alajuelense Fútbol Femenino, equipo de la Primera División Femenina de Costa Rica.
El 5 de octubre de 2018 en minuto 24 del primer partido del premundial de fútbol femenino de Estados Unidos, en H-E-B Park, sufrió una fractura en su brazo izquierdo al intentar despejar un balón. Fue operada al día siguiente dejándola dos grandes cicatrices en el brazo. En abril de 2019 Noelia Bermúdez volvería los terrenos de juego.
El 1 de mayo de 2020 el Deportivo ABANCA anunció el fichaje de Noelia por un año con opción a otro más.

## Clubes
| Club               | País       | Año               |
| ------------------ | ---------- | ----------------- |
| Deportivo Saprissa | Costa Rica | 2012 - 2016       |
| Levante U.D.       | España     | 2016 - 2017       |
| Valencia C.F       | España     | 2017 - 2019       |
| Deportivo Saprissa | Costa Rica | 2019              |
| L.D Alajuelense    | Costa Rica | 2019 - 2020       |
| Deportivo ABANCA   | España     | 2020 - 2021       |
| LD Alajuelense     | Costa Rica | 2021 - Actualidad |

## Palmarés

### Títulos nacionales
| Título                         | Club              | País       | Año  |
| ------------------------------ | ----------------- | ---------- | ---- |
| Primera División de Costa Rica | L. D. Alajuelense | Costa Rica | 2021 |
| Supercopa de Costa Rica        | L. D. Alajuelense | Costa Rica | 2021 |
| Primera División de Costa Rica | L. D. Alajuelense | Costa Rica | 2022 |
| Primera División de Costa Rica | L. D. Alajuelense | Costa Rica | 2022 |
| Primera División de Costa Rica | L. D. Alajuelense | Costa Rica | 2023 |
| Primera División de Costa Rica | L. D. Alajuelense | Costa Rica | 2023 |
| Supercopa de Costa Rica        | L. D. Alajuelense | Costa Rica | 2023 |
| Primera División de Costa Rica | L. D. Alajuelense | Costa Rica | 2024 |

### Títulos internacionales
| Título                       | Club              | Sede   | Año  |
| ---------------------------- | ----------------- | ------ | ---- |
| Copa Interclubes de la Uncaf | L. D. Alajuelense | Panamá | 2023 |

### Distinciones individuales
| Distinción                                                 | Año  |
| ---------------------------------------------------------- | ---- |
| Incluida en el Once ideal de la Primera División de España | 2016 |
| Mejor guardameta de la Primera División de Costa Rica      | 2022 |
| Mejor guardameta de la Primera División de Costa Rica      | 2022 |